# Středověká filozofie

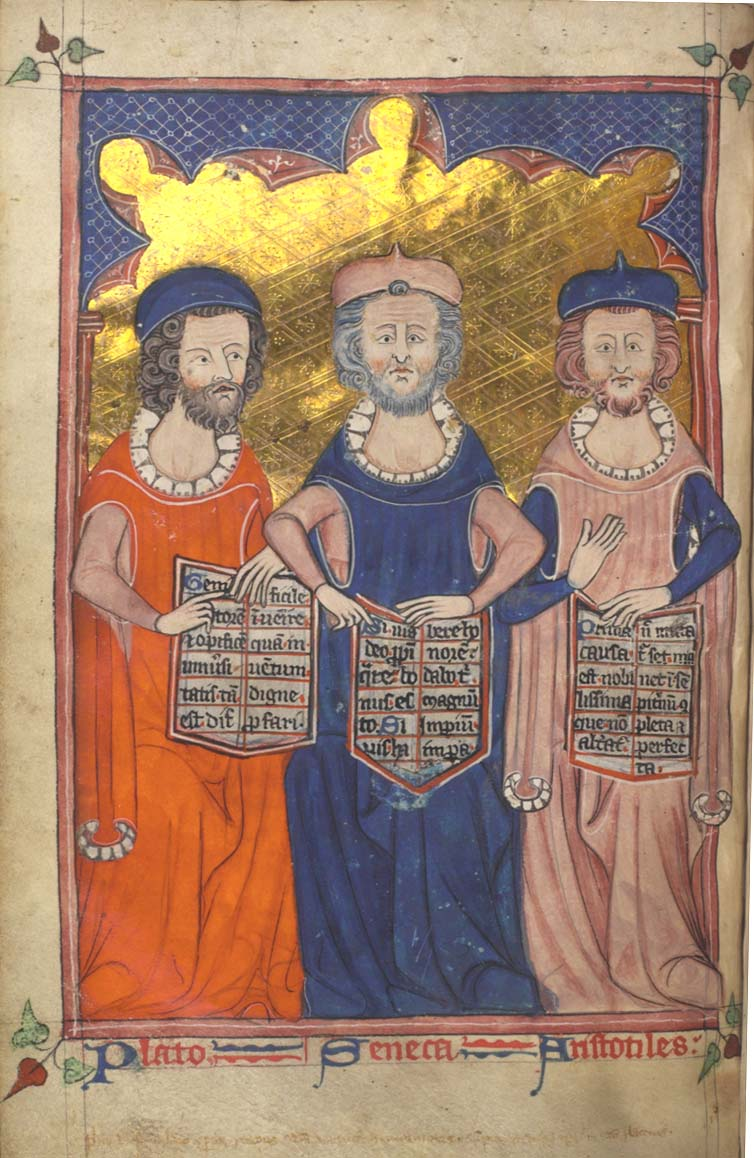
Platón, Seneca a Aristotelés (Anglický rukopis, kolem 1330)

Středověká filozofie označuje tisícileté období teoretického pojmového myšlení ve střední a západní Evropě a Středomoří zhruba od pádu Římské říše (476) do začátku renesance (kolem 1470). S výjimkou několika málo myslitelů byla filozofie tohoto období v těsném spojení s křesťanskou teologií a původně pro ni byla pomocnou disciplínou. Jakkoli samozřejmě navazuje na starověkou filozofii řeckou i latinskou, hlavně platónskou a novoplatónskou, zpočátku se k ní stavěla spíše kriticky. Velkým podnětem pro rozvoj filozofie ve vrcholném středověku byla inspirace arabskou, zejména aristotelskou filozofií (aristotelismus). V diskusi s arabskými i židovskými mysliteli vznikla ve 13. století scholastika, velká syntéza křesťanské teologie, aristotelismu a novoplatonismu, hlavně pro potřebu univerzit. Ve 14. století se scholastika rozdělila na několik proudů a zejména její nominalistická větev se od teologie osamostatňuje a připravuje nástup humanismu a věd.

## Členění
Pojem „středověk“ vznikl v renesanci jako pohrdavé označení pro „temné“ období mezi antikou a renesancí samou. Toto označení snad může platit pro období 6. až 8. století, kdy se Evropa vyrovnávala se vpády nových kmenů a snažila se jen zachraňovat zbytky antické kultury. Od 8. století však začíná v umění, v písemnictví i v myšlení tzv. „karolinská renesance“ s počátky nové vzdělanosti a školství; od konce 11. století začíná období vrcholné scholastiky, která znamenala skutečný rozkvět teologické filozofie; od 13. století se setkáváme též s počátky věd. Od 14. století se sice vzdělanost dále rozvíjí, zároveň se však objevují i jasné známky rozpadu „středověkého“ světa, které připravují novou epochu individuální emancipace a filozofického humanismu.

## Rané období
Poslední velká postava latinské patristiky, svatý Augustin (354-430), se často řadí ke středověku, protože na něj měl velký a trvalý vliv. Tři století po jeho smrti však znamenají v západní Evropě období politického rozpadu a chaosu, kdy se jen na několika místech – většinou v klášterech - ještě pěstuje latinská vzdělanost, opisují knihy a učí. Svatý Benedikt (483–543) do filozofie jistě nepatří, a přece se o její pokračování významně zasloužil. Ovšem i mezi Germány působil už ve 4. století biskup Wulfila (311–383), který ve vyhnanství v severním Bulharsku pro ně vytvořil písmo a přeložil značnou část Bible. Ojedinělé postavy jako „poslední Říman“ Boëthius (490–525), Řehoř z Tours (539–594) nebo Isidor ze Sevilly (580–636) spíše shromažďují trosky antické moudrosti a udržují tak zvyk uvažovat, psát a číst.

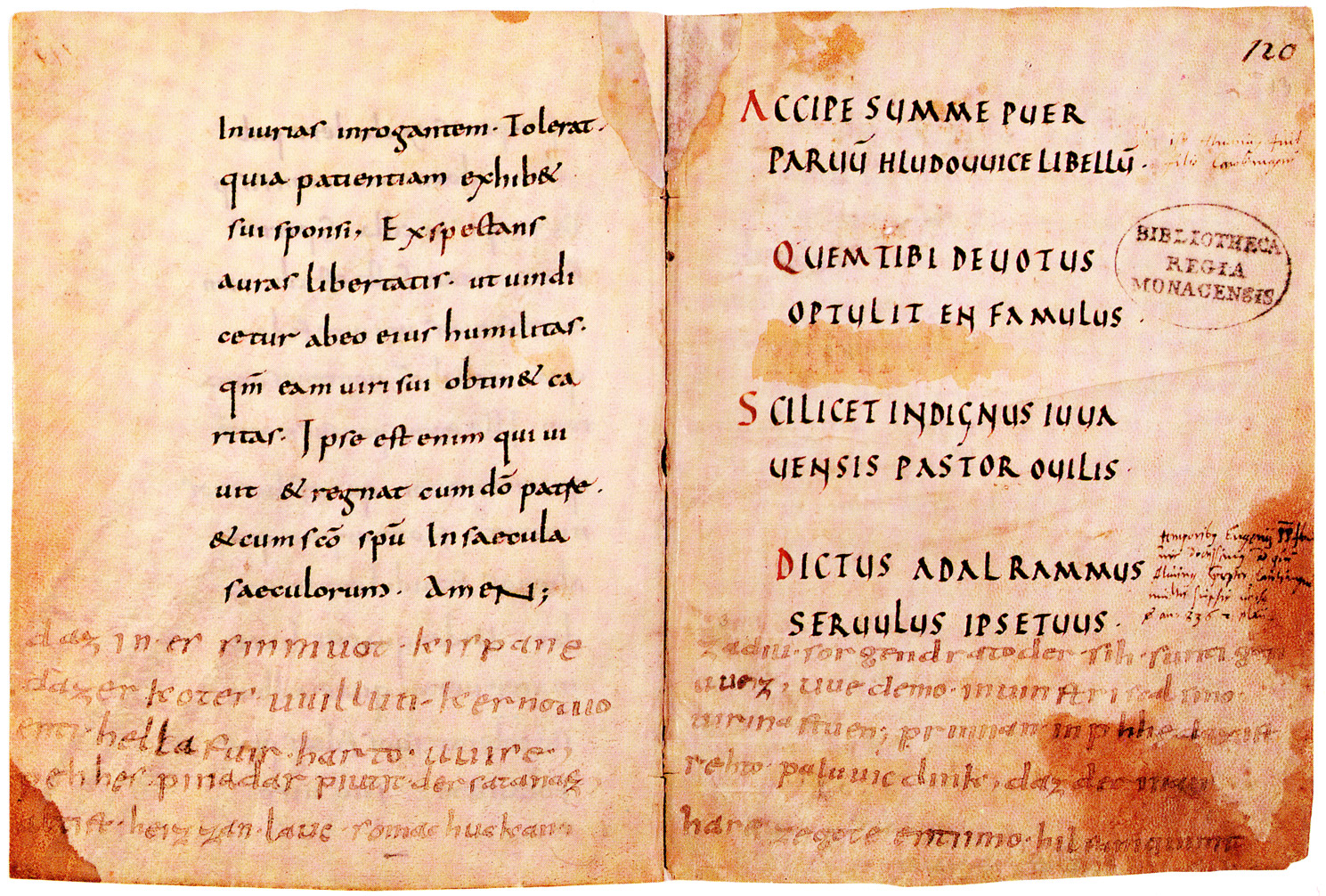
Ukázka karolinského písma (Bavorský rukopis, kolem 830)

Obrat začíná, až když se potomci někdejších „barbarských“ vladařů pevně usadili a s vědomím své nevzdělanosti se začali starat o obnovu latinské kultury. Nejpozději roku 785 zahájil Karel Veliký (748–814) ve své říši zásadní reformu církve, a to s důrazem na vzdělanost. Všem biskupům a klášterům nařídil, že mají zřizovat školy, a vybral skupinu učenců pod vedením Alkuina z Yorku (735–804) a pak jeho žáků Hrabana Maura a Einharda, která nejen zřídila vzorovou školu v Cáchách, ale připravila pro ni texty a dokonce i nový typ písma, karolinskou minuskuli. Karlovy reformy se prosazovaly pomalu, nicméně pomohly vytvořit v západní Evropě provázanou síť středisek vzdělanosti, která se pak stala i nositelkou dalšího myšlenkového vývoje.
Vrcholnou postavou arabské filozofie byl v této době perský lékař a filozof Avicenna (Ibn Sína, 980–1037), jehož komentáře k Aristotelovi pak měly velký vliv i na Západě. Arabština byla v jisté době jazykem vzdělanců zejména ve Španělsku, nicméně obsahem patří Avicenna i jeho velcí pokračovatelé (Averroes) do souvislosti „západní“ filozofie a antického dědictví.

## Scholastika

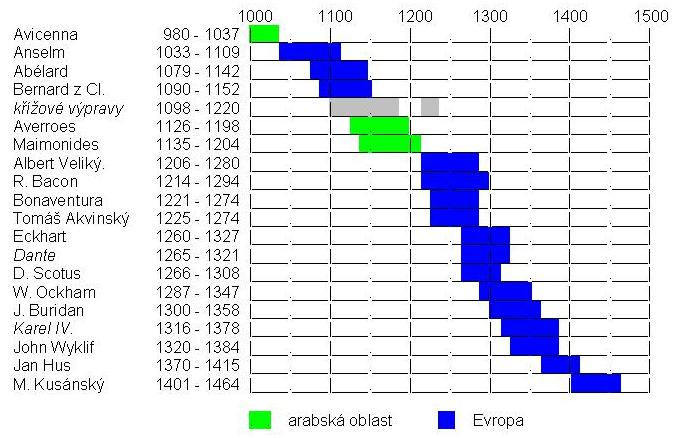
Filozofové vrcholného a pozdního středověku (chronologický přehled)

V polovině 11. století se na Západě rozvíjí reformní hnutí za vymanění církve z politického vlivu vladařů, původně vzešlé hlavně z francouzského opatství Cluny. Jeho součástí bylo oživení zájmu o římské právo, o něž se nové pojetí církevní organizace opíralo. Ke studiu práva vznikly první univerzity, na nichž se ale brzy začaly učit i teologické disciplíny a filozofie. Protože se pěstovala a učila na školách, nazývá se školská filozofie čili scholastika.
Metodou scholastiky byla pozorná, kritická četba a komentování křesťanských, antických a později i islámských a židovských autorit a racionální diskuse, jež měla řešit rozpory mezi nimi. Svrchovanou autoritou byla sice Bible, nicméně už jedno z prvních velkých scholastických děl, „Ano a ne“ (Sic et non) Pierre Abélarda je sbírka dvojic biblických výroků, které si – aspoň na první pohled – protiřečí. Summy Tomáše Akvinského, který tuto metodu dovedl k dokonalosti, se skládají z otázek a každá má stejnou strukturu:
- „zdá se“ – výchozí předpoklad nebo mínění;
- „neboť“ – argumenty pro toto mínění;
- „ale proti tomu“ – argumenty proti;
- „odpověď“ – řešení sporu, obvykle přesnějším rozlišením pojmů;
- „k jednotlivým argumentům“ – protože výchozí mínění se vždy ukáže jako mylné, je třeba rozebrat argumenty, o něž se opíralo.

Velkými tématy byly otázky
- teologické: například co je teologie, zda jest Bůh, zda ho lze poznat, co o něm lze vědět, co je církev a jaké má úkoly, co jsou ctnosti a neřesti atd. (Anselm z Canterbury),
- metafysické: co znamená být, co je skutečné, jak vzniká poznání (Pierre Abélard),
- společenské: například o povaze moci a práva, o oprávnění panovníka (Jan ze Salisbury)
- a od 13. století (Robert Grosseteste, Roger Bacon, Albert Veliký) často i vědecké: například co je příčina, co je pohyb, světlo, čas atd.

Od počátku scholastiky se řešil "spor o univerzálie", například otázka, zda „skutečný“ je člověk, anebo jen jednotliví lidé (viz realismus a nominalismus). Tato zdánlivě odtažitá otázka nabývala na významu ve sporu mezi církví a panovníky, kdo je komu podřízen a v jakém ohledu, která vystupuje do popředí zejména od 14. století. U nás pak podstatně ovlivnila husitství a českou reformaci.

## Pozdní středověk

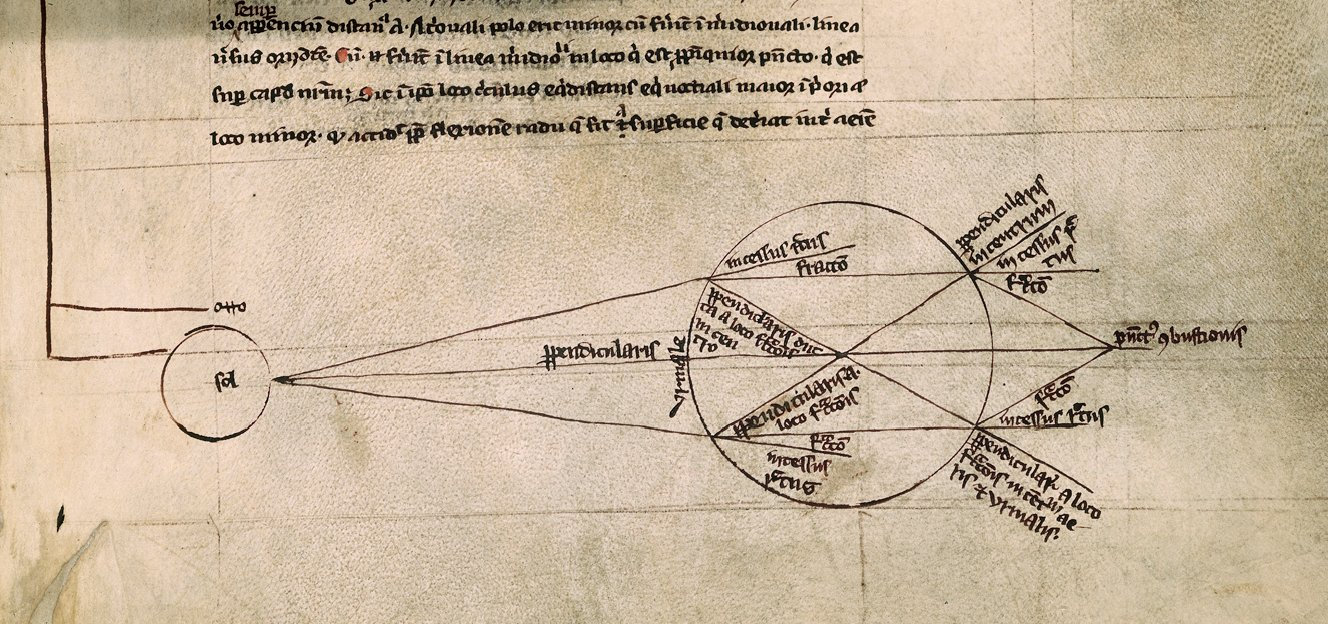
Lom světla na skleněné kouli s vodou (Rukopis R. Grosseteste, konec 13. stol.)

Myšlení pozdního středověku ovlivnila krize papežství i císařství, nástup národních států, sociální otřesy a rostoucí individualismus zejména městského obyvatelstva. Místo univerzálních témat a diskusí nastupují jednotliví myslitelé s vlastními koncepty a školami, témat rychle přibývá a začíná specializace. Proto je myšlení pozdního středověku tak obtížné shrnout.
Ze společenských napětí, krizí a zvratů vzniká i obava z budoucnosti, která vede k odvratu od světa, k apokalyptice a mystice (Mistr Eckhart a další). V souvislosti s tím vznikají náboženská hnutí, která pochybují o významu vzdělanosti vůbec, nebo ji přímo odmítají a hlásají návrat k jednoduchému životu a víře prvních křesťanů.
Od 14. století se filozofové snaží vymanit se ze služebné role vůči teologii a brát větší zřetel i na vlastní zkušenost. William Ockham a Jean Buridan se zabývají logikou, jiní astronomií, fyzikou i studiem živočichů. V myšlení pozdního středověku lze najít kořeny většiny velkých společenských a duchovních hnutí novověku – od neokázalé vnitřní zbožnosti přes myšlenky o lidské svobodě a svrchovanosti (Dante Alighieri), utopické myšlení o možném uspořádání společnosti, až po empirismus a vědy (Roger Bacon, Mikuláš Kusánský).
Podstatnou změnu poměrů přinesl také vynález knihtisku (Johannes Gutenberg 1452), který podpořil šíření psaných textů a tím ovšem zároveň přispěl k úpadku scholastických diskusí a disputací. Vzdělanost se tak bude nadále získávat hlavně četbou a myšlenky se budou šířit především v písemné podobě, což se týká také a především filozofie. Psaný text se dá snadno překládat, takže v knižní produkci postupně převládnou národní jazyky nad univerzální latinou.